# Потенціометр (вимірювальний прилад)

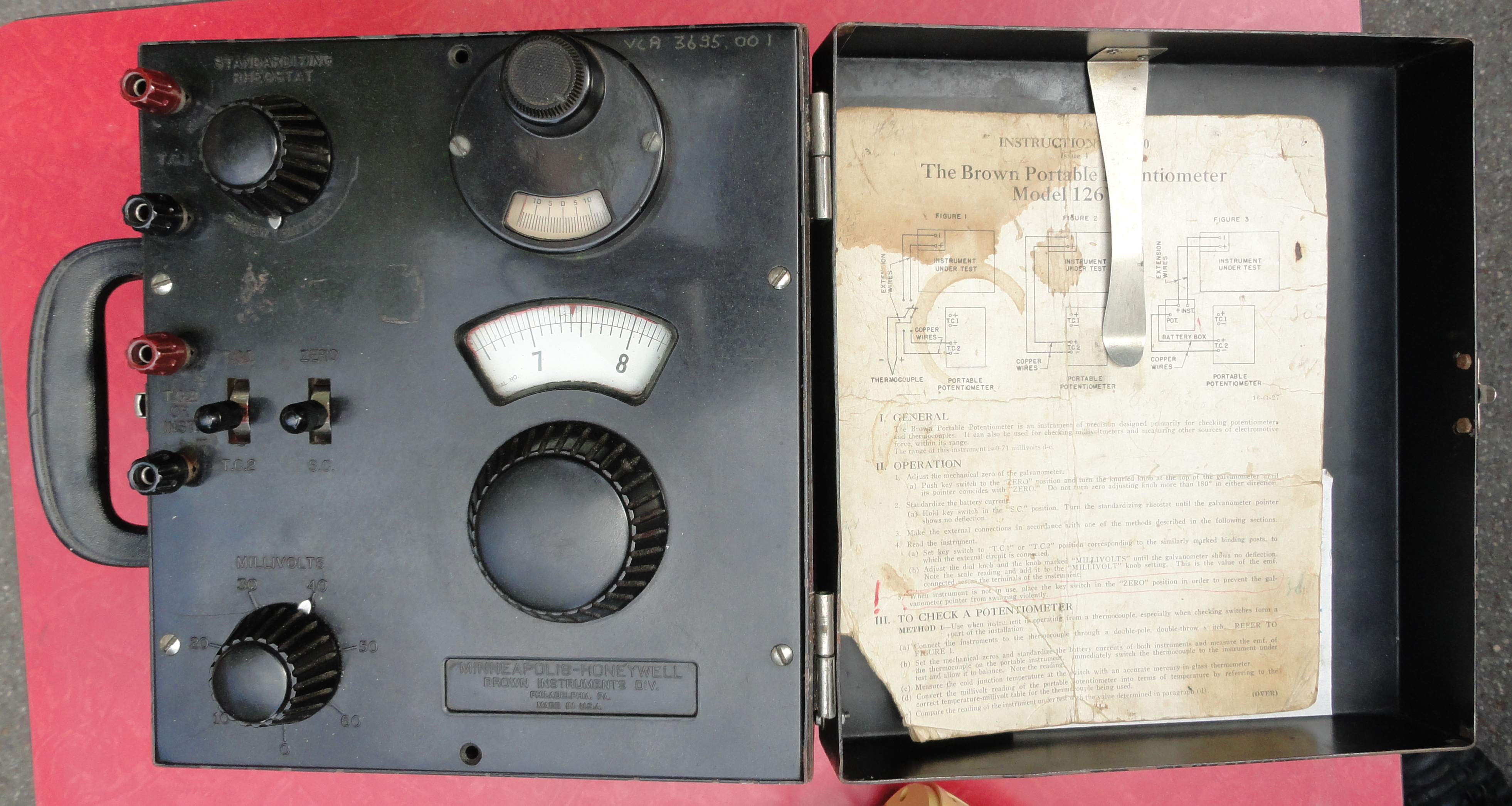
Портативний потенціометр Брауна

Потенціометр (від лат. potentia — «сила» і грец. μετρεω — «вимірюю») — вимірювальний прилад, призначений для визначення напруги шляхом порівняння двох різних напруг або ЕРС за допомогою компенсаційного методу. При відомій одній з напруг дозволяє визначити іншу напругу.
Історично потенціометр — один з перших точних вимірників напруг — вольтметрів. Винайдений німецьким фізиком Йоганном Поггендорфом в 1841 році.
Потенціометр (вимірювальний прилад) не слід плутати з трививідним змінним резистором — електронним компонентом, який ще жаргонно називають «потенціометром».
Іноді «потенціометрами» не зовсім коректно називають вимірювачі переміщень і поворотів, засновані на потенціометричній схемі, наприклад, вимірювачі положення дросельної заслінки в двигунах внутрішнього згоряння.

## Принцип дії

Порівняння напруг за допомогою потенціометра

Потенціометр є подільником напруги з резисторів (резистивний дільник) зі змінним опором (змінних резисторів).
До розподілювача напруги підключають джерело, напруга якого відома ({\displaystyle U_{0}}), і джерело, напругу якого потрібно визначити ({\displaystyle U_{x}}).
Відому з достатньою точністю одну з порівнюваних напруг прийнято називати «опорною напругою» або «опорною ЕРС». В іноземній літературі опорну напругу називають «референтною напругою» і зазвичай позначають {\displaystyle U_{ref}}.
Ручним або автоматичним регулюванням опорів розподілювача напруги домагаються, щоб напруга {\displaystyle U_{K}}, яка знімається з розподілювачя, стала рівною напрузі (або ЕРС) {\displaystyle U_{x}}. Рівність напруг ({\displaystyle U_{x}=U_{K}}) зазвичай називають «балансом напруг». Індикатором «балансу» є чутливий вимірювач малих струмів (або напруг), який часто називають «нуль-індикатором» і на малюнку позначений буквою «O». При {\displaystyle U_{x}=U_{K},} струм {\displaystyle I_{x}}, який проходить через нуль-індикатор «О», буде дорівнює 0.
В якості нуль-індикаторів історично першими стали застосовувати чутливі гальванометри. В сучасній електроніці, як нуль-індикатор застосовують диференціальні підсилювачі з високим коефіцієнтом посилення.
Для схеми, зображеної у верхній частині малюнка, за правилами Кірхгофа
{\displaystyle I_{x}+I_{K}=I_{0};}
{\displaystyle U_{x}=U_{K}=I_{K}\cdot R_{1};}
{\displaystyle U_{0}+I_{0}\cdot (R_{0}-R_{1})+I_{K}\cdot R_{1}=0,}
з урахуванням {\displaystyle I_{x}=0} :
{\displaystyle I_{K}=I_{0};}
{\displaystyle U_{x}=I_{0}\cdot R_{1};}
{\displaystyle I_{0}={\frac {U_{x}}{R_{1}}};}
{\displaystyle U_{0}+I_{0}\cdot (R_{0}-R_{1})+I_{0}\cdot R_{1}=U_{0}+I_{0}\cdot R_{0}=0;}
{\displaystyle U_{0}=-I_{0}\cdot R_{0}=-{\frac {U_{x}}{R_{1}}}\cdot R_{0};}
{\displaystyle U_{x}=U_{K}=-U_{0}{\frac {R_{1}}{R_{0}}},}
де:
- {\displaystyle R_{1}} — опір ділянки змінного резистора {\displaystyle R_{0}} знизу (на малюнку) до рухомого контакту;
- {\displaystyle R_{0}} — повний опір змінного резистора.

{\displaystyle U_{x}=U_{K}=-U_{0}{\frac {R_{1}}{R_{1}+R_{2}}}.}
Отже, знаючи співвідношення опорів резисторів розподільника напруги при рівності напруг («балансі»), можна чисельно виразити одну напругу ({\displaystyle U_{0}} або {\displaystyle U_{x}}) через іншу напругу ({\displaystyle U_{x}} або {\displaystyle U_{0}}відповідно).
В якості змінного опору історично застосовували реохорд. Реохорд являв собою шматок натягнутого дроту постійного поперечного перерізу з трьома електричними виходами. Перші два виходи прикріплялися до кінців дроту, а третій (повзунок) міг переміщатися уздовж дроту. Електричний опір {\displaystyle R} однорідного шматка дроту довжиною {\displaystyle l} і постійного поперечного перерізу {\displaystyle S} виражається за формулою {\displaystyle R=\rho {\frac {l}{S}},} де {\displaystyle \rho } — питомий електричний опір матеріалу дроту. Знаючи довжину дроту {\displaystyle L}, відстань {\displaystyle l} від краю дроту до повзунка і напругу {\displaystyle U_{0}} між кінцями дроту, можна визначити напругу {\displaystyle U_{K}} (рівну {\displaystyle U_{x}}) між повзунком і кінцем дроту:
{\displaystyle U_{x}=U_{K}=-U_{0}{\frac {R_{1}}{R_{0}}}=-U_{0}{\frac {\rho {\frac {l}{S}}}{\rho {\frac {L}{S}}}}=-U_{0}{\frac {l}{L}}.}
Реохорди, які представляють собою шматок дроту, в сучасних потенціометрах практично не застосовують, тільки іноді використовують в демонстраційних цілях. Сучасний реохорд є змінним резистором, зазвичай виконаним у вигляді одношарової спіральної намотки високоомного дроту на прямолінійний або тороїдальній підставці (каркасі). Назва «реохорд» в потенціометрах міцно закріпилася за цими змінними резисторами.
В якості джерела опорної напруги (ДОН) історично застосовувалися електрохімічні джерела стабільної в часі і відтворюваної напруги — нормальні електрохімічні елементи. В сучасних потенціометрах як джерела опорної напруги застосовують зазвичай напівпровідникові прецизійні іони — термокомпенсірованні стабілітрони і іони «забороненої зони».
Якщо навантаження джерела відомої напруги на резистивному розподільнику напруги неприпустимо, наприклад, в разі застосування джерел з високим внутрішнім опором, то з цього джерела попередньо калібрують інше джерело з досить малим внутрішнім опором.
При балансі напруг резистивного розподільника і опорної напруги струм через нуль-індикатор (гальванометр) дорівнює нулю. Таким чином, джерело опорної напруги працює при балансі в режимі холостого ходу, що дозволяє використовувати в якості джерел опорної напруги прецизійні джерела з високим внутрішнім опором, наприклад, нормальні електрохімічні елементи. Аналогічно, з цієї ж причини можливий вимір ЕРС джерел невідомої напруги з високим внутрішнім опором без спотворення результата вимірювання, наприклад, ЕРС електрохімічних потенціометричних датчиків.

## Особливості потенціометрів для вимірювання надмалих напруг
При вимірюванні надмалих напруг (на рівні мікровольт — долі мілівольта) стає істотним спотворення результату вимірювання від термо-ЕРС «паразитних» термопар, що утворюються в точках електричного з'єднання різнорідних провідникових матеріалів (наприклад, мідних провідників і високоомних провідників змінних резисторів), якщо температура цих з'єднань (спаїв) не рівна. Без застосування спеціальних заходів значення паразитних термо-ЕРС можуть досягати десятків мікровольт. Наприклад, термо-ЕРС пари мідь — олов'яно — свинцевий припій становить близько 3-7 мк В/К, що при значенні вимірюваної напруги в одиниці-десятки мікровольт може дати відносну похибку вимірювання в кілька десятків відсотків, що зазвичай є неприпустимим. Тому при конструюванні подібних потенціометрів вдаються до спеціальних заходів для зниження паразитних термо-ЕРС. Радикальна міра — ретельна теплоізоляція приладу від зовнішнього середовища, іноді — термостатування. Для пайки електричних з'єднань застосовують припої, що дають малі термо-ЕРС в парі з міддю, наприклад, оловяно-кадмієві припої, термо-ЕРС яких в парі з міддю менше 0,3 мкВ/К.

## Реєструючі та самописні автоматичні потенціометри

Блок-схема потенціометра з автоматичною компенсацією (балансуванням). Позначення:
- Підсилювач неузгодженості схематично зображений у вигляді операційного підсилювача ;
- Джерело основної (відомої) напруги представлено у вигляді перекресленого кружечка;
* «M» — електродвигун для переміщення рухомого контакту (движка, повзунка) реохорда;
* — напруга, що знімається з реохорда;
* — напруга, яку потрібно визначити;
- — напруга неузгодженості

Крім вимірювальних потенціометрів, в яких балансування (зміна опорів резистивного подільника до досягнення рівності вимірюваної напруги і напруги, що знімається з реохорда) виконується вручну, існують потенціометри з автоматичним балансуванням. Автоматичні пристрої широко використовуються, наприклад, в самописних реєструючих приладах (самописці процесів на паперовій стрічці), які до цих пір поширені в системах управління виробничими процесами. Електромеханічні потенціометри поступово витісняються цифровими пристроями зберігання і відображення інформації.
Принцип дії автоматичних потенціометрів заснований на застосуванні стеження електромеханічного контуру автоматичного регулювання. Вимірювана напруга і напруга з движка реохорда подаються на диференціальний підсилювач неузгодженості, вихід якого через підсилювач потужності управляє реверсивним електродвигуном. Електродвигун через механічні елементи (троси, шестерні) переміщує движок реохорда в потрібну сторону так, щоб звести сигнал неузгодженості до нуля. Движок реохорда жорстко пов'язаний з вказівною стрілкою, яка переміщується по цифрованій в одиницях вимірюваної величини шкалі. Шкала не обов'язково повинна бути цифрована в одиницях напруги; наприклад, при роботі приладу в комплекті з будь-яким термоперетворювачем може бути цифрована в градусах температури; при роботі зі скляним електродом може бути цифрована в одиницях pH (pH-метр). У самописних приладах одночасно зі стрілкою переміщується перо по паперу. Перо креслить на папері лінію і тим самим реєструє зміну вимірюваної величини, зазвичай, в залежності від часу.